# 橡膠
軟膠，或稱樹奶、樹膠，是一種有彈性的聚合物。橡膠可以從一些植物的樹汁中取得，也可以是人造的，兩者皆有相當多的應用及產品，例如輪胎、墊圈等（可與乳膠製成橡皮筋），逐漸成為重要經濟作物。橡膠的種植主要集中在東南亞地區，如泰國、馬來西亞、印度尼西亞。
橡膠傳入英國後，人們發現這種物料能很有效地擦去鉛筆留下的痕跡，於是發明了橡皮擦。橡膠英文名rubber是由1770年時英國普利斯特里因發現此物質能擦去（rub off）鉛筆筆跡。
按照製成方式的不同，橡膠可以分為合成橡膠和天然橡膠兩種。

## 橡膠的歷史
1493年，西班牙探险家哥伦布率队初次踏上南美大陆。在这里，西班牙人看到印第安人小孩和青年在玩一种游戏，唱着歌互相抛掷一种小球，这种小球落地后能反弹得很高，如果捏在手里则会感到有粘性，并有一股烟熏味。西班牙人还看到，印第安人把一些白色浓稠的液体涂在衣服上，雨天穿这种衣服不透雨；还把这种白色浓稠的液体涂抹在脚上，雨天水也不会弄湿脚。由此，西班牙人初步了解到了橡胶的弹性和防水性，但并没有真正了解到橡胶的来源。 
1693年，法国科学家拉康达到南美又看到土著人玩这种小球，在追根寻底调查这种小球后，才得知这种小球是在砍一种印地安人称为"橡胶"的树時，流出的浓稠液体制造的。 
1736年，法国科学家康达敏从秘鲁带回有关橡胶树的详细资料，出版了《南美洲内地旅行记略》，书中详述了橡胶树的产地、采集乳胶的方法和橡胶的利用情况，引起了人们的重视。 
1763年，法国人麦加发明了能够软化橡胶的溶剂。 
1770年，英国化学家普立斯特勒发现橡胶能擦去铅笔字迹。 
1823年，英人马金托什，像印第安人一样把白色浓稠的橡胶液体涂抹在布上，制成防雨布，并缝制了"马金托什"防水斗蓬，為現代雨衣雛形。 
1852年，美国化学家查尔斯·固特異在做试验时，无意之中把盛橡胶和硫磺的罐子丢在炉火上，橡胶和硫磺受热后流淌在一起，形成了块状胶皮，从而发明了橡胶硫化法。固特異的这一偶然行为，是橡胶制造业的一项重大发明，扫除了橡胶应用上的一大障碍，使橡胶从此成为了一种正式的工业原料，从而也使与橡胶相关的许多行业蓬勃发展成为了可能。随后，固特異又用硫化橡胶制成了世界上的第一双橡胶防水鞋。 
1876年，英国人魏克汉，从亚马逊河热带丛林中采集7万粒橡胶种子，送到英国伦敦皇家邱植物园培育，然后将橡胶苗运往新加坡、斯里兰卡、马来西亚、印度尼西亚等地种植并获得成功。
1888年，英国人约翰·登禄普將橡膠管兩端相連並在內部充氣，發明了充氣輪胎。1895年汽车工业的兴起，激起了对橡胶胎的巨大需求，胶价随之猛涨。 
1897年，新加坡植物园主任黄德勒发明橡胶树连续割胶法，使橡胶产量大幅度提高。由此，野生的橡胶树变成了一种大面积栽培的重要的经济作物。 
1904年，中国云南干崖（今盈江县）傣族土司刀安仁从新加坡购买8000株橡胶苗，带回国种植于北纬24°的云南省盈江县新城凤凰山，现仅存一株。 
1906-1907年，海南琼海华侨何书麟从马来西亚引进4000粒橡胶种子，种植于会县（现为琼海市）和儋县。 
1915年，荷兰人赫尔屯在印度尼西亚瓜哇茂物植物园发明橡胶芽接法，使优良橡胶树无性系可以大量繁殖推广。 
20世纪50年代末期，美国飛利浦公司采用锂引发阴离子聚合成功开发了溶聚丁苯橡胶（SSBR），并于1964年实现了工业化生产。SSBR的工业化生产通常使用烷基锂主要是以丁基锂作为引发剂使用烷烃或环烷烃为溶剂，醇类为终止剂，四氢呋喃为无规剂。但由于SSBR的加工性能较差，其应用并没有得到较快的发展。70年代末期，对轮胎的要求越来越高，從而对橡胶的结构和性能提出了更高的要求，加之聚合技术的进步，使SSBR得到较快的发展。 
20世纪80年代初期，英国的登祿普公司和荷兰的Shell公司通过高分子设计技术共同开发了新的低滚动阻力型SSBR产品。荷兰Shell公司和登录普轮胎公司共同开发了新型SSBR产品，曰本合成橡胶公司与普利斯通公司共同开发了新型锡偶联SSBR等第二代SSBR产品，这标志着SSBR的生产技术己进入了新的阶段。
2003年，全世界天然橡胶产量为753.57万吨。位居世界橡胶生产大国前五位的分别是泰国、印度尼西亚、印度、马来西亚、中国，五国橡胶总产量为629.25万吨，占全球橡胶总产量的83.5％。

## 註
1. ↑  中華大字典用過。[1]